# Tigouga
Tigouga (franska: Tigouga (CR), Tigouga (Commune Rurale), arabiska: تالكجونت) är en kommun i Marocko.   Den ligger i provinsen Taroudannt och regionen Souss-Massa, i den centrala delen av landet, 400 km söder om huvudstaden Rabat. Antalet invånare är 4 773.